# 274P/Tombaugh-Tenagra
La cometa Tombaugh-Tenagra, formalmente 274P/Tombaugh-Tenagra, è una cometa periodica appartenente alla famiglia delle comete gioviane con una storia osservativa complessa ed interessante.

## Scoperta
Ritenuta al momento della riscoperta, il 27 novembre 2012, da parte degli astrofili Paulo Renato Holvorcem e Michael Schwartz un asteroide fu denominata come tale, pochi giorni dopo ci si è accorti che si trattava in effetti di una cometa, tracciando all'indietro nel tempo si è visto che in effetti la cometa era già conosciuta, essendo stata scoperta il 12 gennaio 1931 da Clyde William Tombaugh , il ben noto scopritore del pianeta nano Plutone, e addirittura riosservata nel 2003 ma non riconosciuta come cometa .

## Evoluzione orbitale
Un passaggio molto ravvicinato col pianeta Giove avvenuto tra la primavera e l'autunno del 1924 ha cambiato la sua orbita originaria in quella attuale, un futuro passaggio a cavallo degli anni 2042-2043 potrebbe cambiare nuovamente l'orbita della cometa.